# NForce
nForce — чипсет для системних плат комп'ютерів виробництва фірми Nvidia, призначений для процесорів архітектури x86, а саме AMD Athlon, Duron і Intel.[уточнити]

## Чипсети для системних плат
- nForce1 — Підтримує процесори AMD на платформі Socket A.
- nForce2[en] — Підтримує процесори AMD на платформі Socket A.
- nForce3[en] — Підтримує процесори AMD на платформах Socket 754, Socket 939, Socket 940.
- nForce4[en] — Підтримуються процесори AMD архітектури AMD64.
- nForce 500[en] — Підтримує процесори AMD на платформі Socket AM2 (Athlon 64, 64-FX, 64-Х2, Sempron 64) и Intel (Intel Core 2, Pentium 4 Prescott, Pentium 4 Extreme, Pentium D, Celeron D).
- nForce 600[en] — Підтримує процесори AMD на платформі Socket AM2 (Athlon QuadFX[en]) и Intel (Intel Core 2, Core 2 Extreme, Pentium 4 Prescott, Pentium 4 Extreme, Pentium 4 D, Celeron D).
- nForce 700[en] — підтримується технологія 3 Way-SLI[en], пам'ять DDR2 (з Extended Performance Profile частотою до 1200 МГц, за відсутності — 800 МГц), процесори Intel з FSB 533/1333 МГц. nForce 780i SLI підтримує до 3 слотів PCI Express x16, хоча тільки два з них відповідають вимогам специфікації PCIe 2.0, третій підтримує винятково PCIe 1.0. Окрім того, nForce 780i може підтримувати до 10 портів USB 2.0, 10 гігабітних Ethernet адаптерів, 2 PATA и 6 SATA 3 Гбіт/с інтерфейсів із підтримкою RAID 0, 1, 5 і JBOD.